# Serbische Fußballnationalmannschaft (U-17-Juniorinnen)
Die serbische U-17-Fußballnationalmannschaft der Frauen repräsentiert Serbien im internationalen Frauenfußball. Die Nationalmannschaft untersteht dem Fudbalski savez Srbije und wird seit 2017 von Dragiša Zečević trainiert.
Die Mannschaft nimmt seit 2008 an der Qualifikation zur U-17-Europameisterschaft für Serbien teil. Bislang ist es dem Team nur ein einziges Mal gelungen, sich für eine EM-Endrunde zu qualifizieren. Bei der 2016 schied die serbische U-17-Auswahl jedoch nach einem Sieg und zwei Niederlagen bereits nach in der Vorrunde aus.

## Turnierbilanz

### Weltmeisterschaft
| Jahr   | Gastgeber           | Platzierung        |
| ------ | ------------------- | ------------------ |
| 2008   | Neuseeland          | nicht teilgenommen |
| 2010   | Trinidad und Tobago | nicht qualifiziert |
| 2012   | Aserbaidschan       | nicht qualifiziert |
| 2014   | Costa Rica          | nicht qualifiziert |
| 2016   | Jordanien           | nicht qualifiziert |
| 2018   | Uruguay             | nicht qualifiziert |
| 2021 1 | Indien 1            | – 1                |
| 2022   | Indien              | nicht qualifiziert |

### Europameisterschaft
| Jahr   | Gastgeber               | Platzierung                                  |
| ------ | ----------------------- | -------------------------------------------- |
| 2008   | Schweiz                 | nicht teilgenommen                           |
| 2009   | Schweiz                 | 1. Qualifikationsrunde                       |
| 2010   | Schweiz                 | 2. Qualifikationsrunde                       |
| 2011   | Schweiz                 | 1. Qualifikationsrunde                       |
| 2012   | Schweiz                 | 2. Qualifikationsrunde                       |
| 2013   | Schweiz                 | 1. Qualifikationsrunde                       |
| 2014   | England                 | 1. Qualifikationsrunde                       |
| 2015   | Island                  | 2. Qualifikationsrunde                       |
| 2016   | Belarus                 | Gruppenphase                                 |
| 2017   | Tschechien              | 2. Qualifikationsrunde                       |
| 2018   | Litauen                 | 2. Qualifikationsrunde                       |
| 2019   | Bulgarien               | 2. Qualifikationsrunde                       |
| 2020 2 | Schweden 2              | – 2                                          |
| 2021 2 | Färöer 2                | – 2                                          |
| 2022   | Bosnien und Herzegowina | 2. Qualifikationsrunde                       |
| 2023   | Estland                 | Liga A (nicht qualifiziert für die Endrunde) |